# Bela (Pirot)
Bela (cirill betűkkel Бела) egy falu Szerbiában, a Piroti körzetben, a Piroti községben.

## Népesség
- 1948-ban 256 lakosa volt.
- 1953-ban 233 lakosa volt.
- 1961-ben 206 lakosa volt.
- 1971-ben 165 lakosa volt.
- 1981-ben 120 lakosa volt.
- 1991-ben 41 lakosa volt
- 2002-ben 37 lakosa volt,[1] akik mindannyian szerbek.[2]